# ويليام هال (ممثل)
ويليام هال (بالإنجليزية: William Hall)‏ هو ممثل أمريكي، (و. 1903 – 1986 م).

## وصلات خارجية
- ويليام هال على موقع IMDb (الإنجليزية)
- ويليام هال على موقع IMDb (الإنجليزية)
- ويليام هال على موقع قاعدة بيانات الفيلم (الإنجليزية)